# Tatort: Meta
Meta ist ein Fernsehfilm aus der Krimireihe Tatort, der erstmals am 18. Februar 2018 ausgestrahlt wurde. Es ist die 1048. Folge der Reihe und der siebte Fall des Berliner Ermittlerteams Rubin und Karow. Der Film im Film lässt den gezeigten Kriminalfall auf vier filmischen Ebenen spielen und nimmt darauf schon im Titel Bezug.

## Handlung
Der traditionelle Vorspann ist bereits Teil des Films und deutet durch Schatten von sich setzenden Personen an, dass er im Kino gezeigt wird.
Kommissar Robert Karow bekommt den abgetrennten Finger eines jungen Mädchens zugeschickt. Es stellt sich heraus, dass die Tote, eine 14-jährige Prostituierte, ein Jahr lang konserviert in einem Mietlager gelegen hat.
Gleichzeitig startet auf der Berlinale der Film Meta, in dem ein Kommissar den abgetrennten Finger eines jungen Mädchens zugeschickt bekommt und deren Leiche in einem Mietlager findet. In diesem Berlinale-Film wird ebenso ein Film gezeigt, der den Mordfall vorwegnimmt. Schon während der Premiere von Meta befragen Rubin und Karow (ebenso wie die Kommissare in Meta) den Regisseur, der offenbar Kenntnis vom Mordfall hatte und im Zuge von Karows Ermittlungen später tot aufgefunden wird. Die Handlungen der drei Filme stimmen im weiteren Verlauf teils überein, teils widersprechen sie sich.
Die Kommissare können Peter Koteas, der für Meta das Drehbuch schrieb, als Mörder des Mädchens  und auch ihres Zuhälters ermitteln. Koteas hatte sich, noch vor der Premiere des Films, freiwillig gestellt und in der Haft selbst getötet. Karow vermutet aber, dass Koteas über den Film Spuren auf seinen vermeintlichen Auftraggeber Dierke, einen angeblichen Mitarbeiter der im Geheimen noch immer aktiven Organisation Gehlen, legen wollte.
Anders als Rubin ist Karow davon überzeugt, dass die Filmhandlung von Meta Tatsachen darstellt. Er findet heraus, dass es einen echten Dierke gibt, der Beamter im Bundesinnenministerium ist. Er folgt dieser Spur und stößt so auf ein illegales Bordell, in dem sich Minderjährige prostituieren und in dem auch Svenja anschaffen ging. Die Prostituierten wurden dort beim Sex mit prominenten Freiern gefilmt, um diese erpressbar zu machen. Es gelingt Karow, mit der jungen Prostituierten Jodie ein Gespräch zu führen. Jodie wird dabei jedoch beobachtet und einige Tage später ermordet aufgefunden. Karow dringt nun in das Bordell ein und findet anhand der im Zuhälter-Büro beschriftet sortierten DVDs heraus, dass Dierke Kunde dieses Bordells war. Er wird von einem der Zuhälter überrascht und bei einem Schusswechsel, bei dem er den Verbrecher tötet, schwer verletzt. Ob es tatsächlich eine Geheimdienstverschwörung gab und die Organisation Gehlen noch existiert, oder Koteas andere Motive für seine Tat hatte, bleibt offen. Auch der Selbstmord Dierkes, von dem in den Medien berichtet wird, nachdem das Bordell „aufgeflogen“ war, legt einen Zusammenhang nahe, beweist ihn aber auch nicht explizit.
Am Ende der Tatortfolge wird erneut in das Kino gewechselt, in dem der Tatort gezeigt wird. Zwei Personen treten an den Regisseur heran, während auf der Leinwand der Abspann läuft.

## Hintergrund
Der Film wurde vom 14. Februar 2017 bis zum 16. März 2017 in Berlin gedreht, unter anderem in Kreuzberg, Karlshorst, Schöneberg, Prenzlauer Berg, Wilmersdorf und auf dem roten Teppich der 67. Berlinale. Die Schlussszene der Tatortvorführung entstand im Kino Babylon. Der Regisseur Sebastian Marka hat in dieser Schlusseinstellung einen Cameoauftritt.
Mit dem Termin der Erstausstrahlung am 18. Februar 2018 hat die ARD den Film in der Woche platziert, in der 2018 die 68. Berlinale stattfand.
Der Film enthält mehrere Verweise auf den Filmklassiker Taxi Driver, aus dem auch einige kurze Szenen in den Film montiert wurden.

## Rezeption

### Kritiken
Elmar Krekeler von Die Welt zeigte sich begeistert und titelte: „So cool war der Berliner Tatort noch nie“. Der „intelligente“ und „nachhaltige“ Film sei „einer, den man sehen muss. Unbedingt.“

„Diese wunderbar verblasene, aber in sich schlüssige Konstruktion geht auch deshalb auf, weil durch verwinkelte Spiegelungen von Realität und Fiktion ein Paranoia-Szenario entsteht, das bei dem krankhaft in sich selbst verliebten einsamen Wolf Karow bestens zündet. […] Ein Mann, bei dem man nicht weiß, ob er eingewiesen oder befördert gehört.“

Der Film-Dienst vergab vier von fünf möglichen Sternen und beurteilte die Geschichte als ein „raffiniert entwickeltes Film-im-Film-Szenario, das aber nicht ins Surreale abschweift, sondern die Grenzen zwischen Fiktion und Wirklichkeit wahrt. Die ambitionierte Inszenierung besticht durch eine präzise Zeichnung der Milieus und Typen sowie eine erfindungsreiche Filmmusik.“

### Einschaltquote
Die Erstausstrahlung von Meta am 18. Februar 2018 wurde in Deutschland von 10,23 Millionen Zuschauern gesehen und erreichte einen Marktanteil von 27,3 % für Das Erste.

### Auszeichnungen
- Grimme-Preis 2019 – Spezial[7]

„Grimme-Preis Spezial an Erol Yesilkaya (Buch) und Sebastian Marka (Regie) für den spielerischen Umgang mit dem Format Tatort und die Einbettung in einen cineastischen Kontext beim Tatort: Meta (Wiedemann & Berg Television für RBB).“